# Archidiocèse d'Osaka-Takamatsu
L’archidiocèse d'Osaka est une circonscription ecclésiastique de l’Église catholique au Japon. Son archevêque est Thomas Aquinas Manyo Maeda, qui a été nommé par le pape François le 20 août 2014. Il siège à la cathédrale de l'Immaculée-Conception d'Osaka.

## Historique

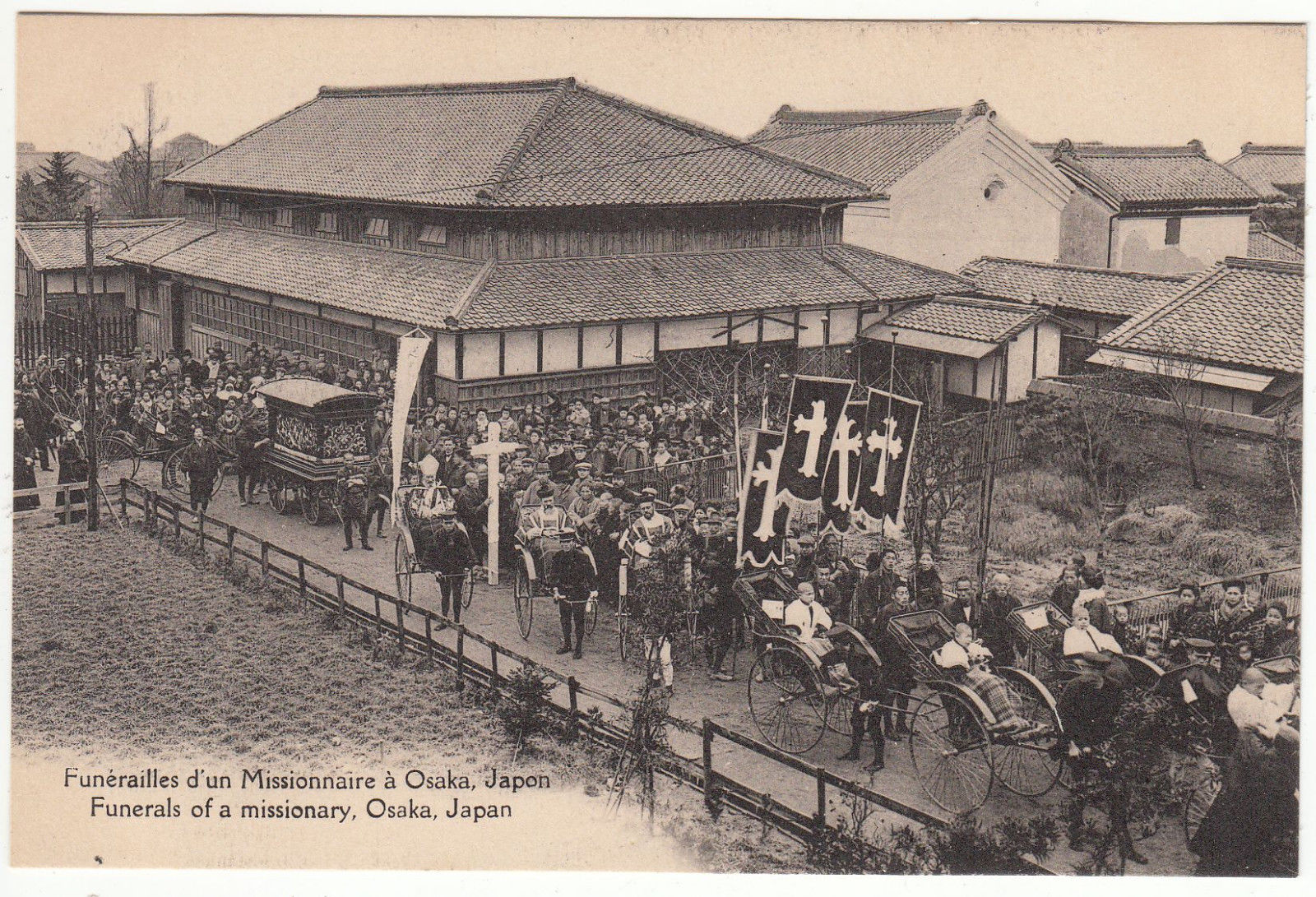
Funérailles d'un missionnaire MEP à Osaka dans les années 1910.

L’archidiocèse d'Osaka est l'héritier du vicariat apostolique du Japon central établi par Léon XIII le 20 mars 1888 par division du vicariat apostolique du Japon méridional. Trois ans plus tard, le vicariat est érigé en diocèse d'Osaka le 15 juin 1891.
À mesure que le catholicisme s'ancre et se structure au Japon, le diocèse d'Osaka cède des fractions de son territoire pour créer de nouvelles juridictions: préfecture apostolique de Shikoku  en 1904, vicariat apostolique d'Hiroshima en 1923 et préfecture apostolique de Kyoto en 1937.
Le 24 juin 1969, Paul VI l'élève au rang d'archidiocèse métropolitain lui assignant comme suffragants les diocèses d'Hiroshima, de Kyoto, de Nagoya et de Takamatsu.
De la création du vicariat apostolique à 1941, tous les ordinaires d'Osaka ont été des Français, membres de la société des missions étrangères de Paris. Le premier évêque japonais d'Osaka est également le premier archevêque de l'archidiocèse. Il est créé cardinal en 1973.
Le 15 août 2023, le territoire de l'évêché de Takamatsu, supprimé par le pape François, fusionne avec celui de l'archevêché d'Osaka, qui devient l'archidiocèse d'Osaka-Takamatsu.

## Territoire

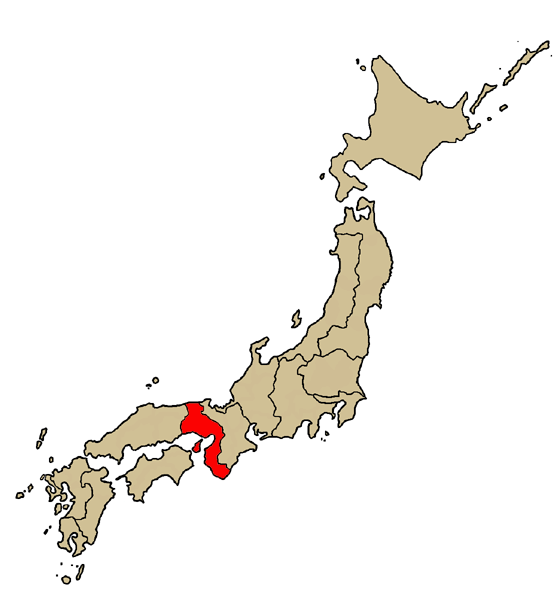
Territoire de l’archidiocèse d'Osaka avant la fusion de 2023.

La juridiction de l'archidiocèse d'Osaka avant la fusion de 2023 s'étend aux préfectures civiles d'Osaka, d'Hyogo et de Wakayama. Il couvre une superficie de 15 000 km2 divisée en 77 paroisses et abrite environ 56 000 catholiques sur une population globale de quinze millions d’habitants.
Lors de la fusion de 2023, l’archidiocèse compte 51.413 catholiques, moins de 0, 33 % de la population de 19 millions d'habitants.

## Ordinaires du diocèse

### Vicaire apostolique du Japon central
- 1888-1891 : Félix Midon MEP (nommé 1er évêque d'Osaka)

### Évêques d'Osaka
- 1891-1893 : Félix Midon MEP
- 1893-1896 : Henri Vasselon MEP
- 1896-1917 : Jules Chatron MEP
- 1918-1940 : Jean-Baptiste Castanier MEP
- 1941-1969 : Paul Yoshigoro Taguchi (nommé 1er archevêque d'Osaka)

### Archevêques d'Osaka
- 1969-1978 : Paul Yoshigoro Taguchi (créé cardinal en 1973)
- 1978-1997 : Paul Hisao Yasuda
- 1997-2014 : Léon Jun Ikenaga
- 2014 - 2023 : Thomas Aquinas Manyo Maeda (créé cardinal en 2018)

### Archevêques d'Osaka-Takamatsu
- 2023 - : Thomas Aquinas Manyo Maeda

## Congrégations dans l'histoire du diocèse
- Missions étrangères de Paris
- Frères maristes
- Jésuites
- Pères du Verbe Divin
- Dames du Sacré-Cœur